# Neschen (Odenthal)
Neschen ist ein Ortsteil in Oberodenthal in der Gemeinde Odenthal im Rheinisch-Bergischen Kreis. Er liegt an der Kreisstraße 28 östlich von Altenberg an der höchsten Stelle des von Odenthal kommenden Bergrückens.

## Geschichte
Seinen Namen hat der Ort von den Eschen („zu den Eschen“). Die älteste bekannte Erwähnung stammt aus einer Urkunde vom 4. Januar 1340. Es geht dabei um die Eigentumsübertragung von beweglichem und unbeweglichem Besitz einer Witwe Mechtild von Breitbach und ihrer Tochter Nella an die Abtei Altenberg. Zeugen des Aktes waren Nikolaus und sein Sohn Richmod „von Neschen“. Eine weitere Erwähnung stammt vom 9. Februar 1373 im Zusammenhang mit einem Hof in Neschen durch die Nennung eines Adolf von Neschen, der ab 13. Mai 1379 Schöffe in Odenthal war.
Aus einer erhaltenen Steuerliste von 1586 geht hervor, dass die Ortschaft Teil der Honschaft Breidbach im Kirchspiel Odenthal war.
Die Topographia Ducatus Montani des Erich Philipp Ploennies, Blatt Amt Miselohe, belegt, dass der Wohnplatz 1715 als Dorf ohne Kirche kategorisiert wurde und mit Nesche bezeichnet wurde. Carl Friedrich von Wiebeking benennt die Hofschaft auf seiner Charte des Herzogthums Berg 1789 als Neschen. Aus ihr geht hervor, dass Neschen zu dieser Zeit Teil von Oberodenthal in der Herrschaft Odenthal war.
Unter der französischen Verwaltung zwischen 1806 und 1813 wurde die Herrschaft aufgelöst. Neschen wurde politisch der Mairie Odenthal im Kanton Bensberg zugeordnet. 1816 wandelten die Preußen die Mairie zur Bürgermeisterei Odenthal im Kreis Mülheim am Rhein. 
Der Ort ist auf der Topographischen Aufnahme der Rheinlande von 1824, auf der Preußischen Uraufnahme von 1840 und ab der Preußischen Neuaufnahme von 1892 auf Messtischblättern regelmäßig als Neschen verzeichnet. 
| Jahr | Einwohner | Wohn- gebäude | Kategorie  |
| ---- | --------- | ------------- | ---------- |
| 1830 | 89        |               | Hof        |
| 1845 | 118       | 20            | Ackergüter |
| 1871 | 125       | 22            | Weiler     |
| 1885 | 121       | 29            | Ortschaft  |
| 1895 | 109       | 25            | Ortschaft  |
| 1905 | 90        | 17            | Ortschaft  |

1965 wurden 15,5 km Versorgungsleitungen zur Wasserversorgung der Orte zwischen Odenthal und der Dhünntalsperre verlegt. Davon profitierte auch Neschen.